# Méplat (mécanique)
Pour les articles homonymes, voir Méplat.

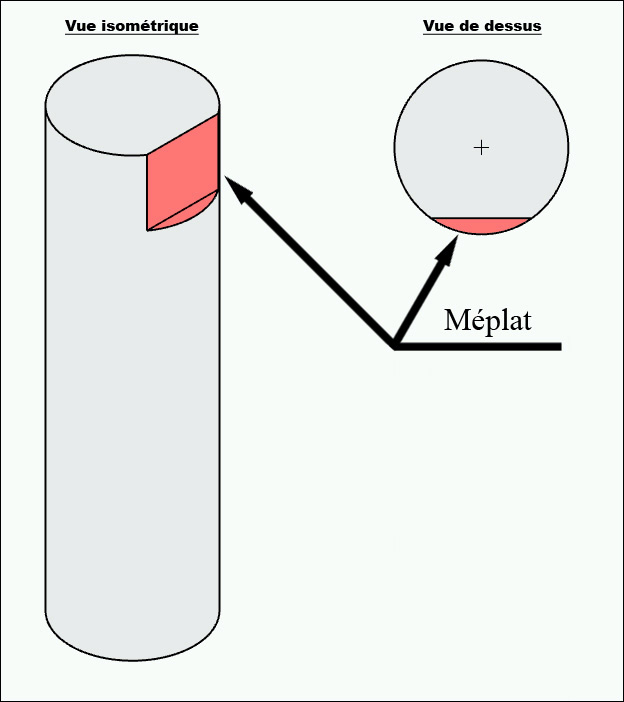
Un méplat sur un cylindre

En construction mécanique, un méplat (aussi plat) est une surface plane sur une pièce cylindrique. Cette surface peut servir par exemple comme surface d'appui pour une vis de pression ou de détrompeur.
On appelle également méplat une pièce de bois, de métal, qui a plus de largeur que d'épaisseur.

## Utilisation
Le zocchièdre est un dé à 100 faces sous forme de sphère comportant cent méplats.